# Le Gai Savoir
Pour les articles homonymes, voir Le Gai Savoir (homonymie).
Le Gai Savoir est un ouvrage de Friedrich Nietzsche, publié en 1882, sous le titre original Die fröhliche Wissenschaft, la gaya scienza. Le titre fait référence aux troubadours, l'expression Gai Saber de laquelle dérive la gaya scienza étant une façon de dénommer en occitan l'art de composer des poésies lyriques. L'expression (« gai sçavoir ») fut très tôt reprise dans la littérature, par Rabelais dans Gargantua et Pantagruel.

## Plaisanteries, ruse et vengeanceetChansons du prince Vogelfrei
Il s'agit de 63 poèmes espiègles et d'anecdotes contrastées, mis en vers et rimés, comme en amuse-gueule avant les cinq livres, de même que les 13 Chansons du prince Vogelfrei en appendice interviennent comme des récréations. À moins que les cinq livres soient leur prétexte, pour ce que Nietzsche y traduit pleinement sa gaieté, en écho au paragraphe 84 sur « L'origine de la poésie », où il pose la question : 

« N'est-ce pas une chose extrêmement plaisante que de voir les philosophes les plus sérieux, si sévères qu'ils soient le reste du temps avec toute certitude, en appeler sans cesse à des sentences de poètes pour assurer force et crédibilité à leur pensée ? »

Amuse-gueule et récréations, ou bien pièces majeures encadrant les cinq livres, Nietzsche joue littérairement sur cette ambiguïté. Il relève ainsi l'ambivalence même de sa conception de l'existence, saisie entre la recherche de la vérité intrinsèquement mortelle, et l'illusion intrinsèquement vitale (cf. Par-delà bien et mal). Il relève encore le couple dynamique Dionysos/Apollon : le premier, principe chaotique et, le second, principe esthétique, où les sens donnent forme au chaos, produisant l'illusion de l'intelligibilité du monde, alors qu'il ne s'agirait que d'anthropomorphismes.

## Les cinq livres
Les cinq livres forment un ensemble de 383 paragraphes.
Le quatrième livre est sous-titré Sanctus Januarius, et le cinquième Nous, qui sommes sans crainte. Ce cinquième livre a été publié pour la première fois dans la réédition de 1887 soit cinq ans après la première. Il est précédé d'une citation, en français dans le texte, de Turenne : « Carcasse, tu trembles ? Tu tremblerais bien davantage, si tu savais où je te mène. »

## Situation de l'ouvrage dans l'œuvre de Nietzsche
Dans Ecce homo, Nietzsche dit du Gai savoir, qu'il est une introduction à Ainsi parlait Zarathoustra, et que Par-delà bien et mal en est un commentaire.

## Historique
Nietzsche commença à s’occuper du Gai Savoir immédiatement après que fut achevée l’impression d’Aurore. En juillet et août 1881, il prit à Sils-Maria les premières notes dont sortit plus tard l’œuvre tout entière. Les ébauches furent continuées jusqu’à la fin de la même année, puis la rédaction définitive parachevée, en un seul mois, à Gênes, pendant « le plus beau de tous les mois de janvier » (1882), c’est pourquoi 
Nietzsche appelle son volume « le présent de ce seul mois ». Les maximes en vers du prologue Plaisanterie, ruse et vengeance, 
furent écrites en grande partie au cours de ce même hiver à Gênes, puis en avril 1882 à Messine. Un complément 
d’environ 40 aphorismes fut joint au manuscrit, le 4 juillet, à Tautenburg, près Dornburg.
L’ouvrage imprimé chez B. G. Teubner, à Leipzig, fut publié en septembre (1882) chez E. Schmeitzner, à Chemnitz, sous le titre de le Gai Savoir. Il ne contenait alors, en dehors du prologue, que quatre livres et portait comme épigraphe ces mots d’Emerson : « Pour le poète et pour le sage toutes choses sont familières et sanctifiées, tous les événements utiles, tous les jours sacrés, tous les hommes divins. »
Ce n’est que lorsque l’éditeur Fritzsch, de Leipzig, devint le 
dépositaire des œuvres de Nietzsche que le Gai Savoir fut 
augmenté d’une préface, du cinquième livre et des 
Chants du Prince « Vogelfrei ». Remis en vente par son nouvel éditeur en juin 1887, l’ouvrage prit alors le titre actuel le Gai Savoir (« la Gaya Scienza ») et l’épigraphe d’Emerson fut remplacée par un quatrain de Nietzsche. 
La préface avait été écrite à Ruta, près de Gênes, en octobre 1886, le cinquième livre à la fin de la même année à Nice. Les Chants du Prince « Vogelfrei » datent de diverses époques, entre 1882 et 1884.

## Traductions
- Le Gai Savoir, La Gaya Scienza, Henri Albert, Société du Mercure de France, 1901 Texte intégral de Le Gai Savoir sur Wikisource.
- Le Gai Savoir, Alexandre Vialatte, Gallimard, Idées, 1950.
- Le Gai Savoir, la gaya scienza, Pierre Klossowski, Folio, 1989.
- Le Gai Savoir, Henri Albert, revue par Marc Sautet, Le Livre de Poche, 1993.
- Le Gai Savoir, Patrick Wotling, GF Flammarion, 1998, rééd. 2007.

### Sources
- (fr) Friedrich Nietzsche (trad. de l'allemand par Alexandre Vialatte), Le Gai Savoir [« Die fröhliche Wissenschaft »], Éditions Gallimard, coll. « Idées », 1950 (1re éd. 1882), 384 p.